# يوهان فون لوتز
يوهان فون لوتز (بالألمانية: Johann von Lutz)‏ هو محامي وسياسي ألماني، ولد في 4 ديسمبر 1826 في مونرشتات في ألمانيا، وتوفي في 3 سبتمبر 1890 في بوكينغ في ألمانيا.